# 子供の性
子供の性（こどものせい、英:Child sexuality）は、子供における性の感情、行動及び発達である。その分野は「生物学」の領域と「社会的観測」の二つの領域に存在する。
子供と性的な事象に関しては、児童は肉体および生殖機能において未熟であるため、発達段階において徐々に大人の抱く性へと成長すると考えられているが、その一方でどのような段階を経て大人の性が形成されるかに関しては、様々な調査の情報と学説から臆説レベルまでが流布されており、また個人レベルでの認識によっても差が大きくもあるため、依然として不明な点を含む。
その一方で、大人が児童を性的興奮の対象とする問題に関連しては、これらの扱いが児童の福祉に反しているという考えから、性犯罪および児童虐待として扱われることも多い。
性に関しては、地域における文化性から価値観、あるいは環境の違いにもよりその認識に差があり、これに伴って子供の性に関する概念にも地域差が発生する。こと後述するように、広範囲での総合的な調査が行われにくいことにも絡む。

## 早期の研究
子供の性の研究における2つの最も有名な研究は、恐らくジークムント・フロイト (1856-1939) 、及び、アルフレッド・キンゼイ (1894-1956) によるものである。
フロイトが1905年に発表したエッセイは、5つの明白な期間によって性の心理の発達理論を概説した（心理性的発達理論）。その5つとは、口唇期（0 - 1.5歳）、肛門期（1.5 - 3.5歳）、男根期（3.5 - 6歳）、潜伏期（6歳 - 思春期前）、性器期（思春期以降）である。フロイトの基礎的理論は子供の性が様々な形をとり（幼児性欲）、また、強い近親相姦的な欲望（エディプスコンプレックス）を持つということであり、そして、その子供は健全な成人の性衝動（性器性欲）を開発する為にそれらを昇華させなければならないとする。
フロイトの学説は、現代人と異なる環境においてほぼ1世紀前に開発されたものであり、そして、彼の研究は主として彼自身の主観的観測に制限された。男根羨望のようないくらかのフロイトの学説は大体は否定され、そして、多くの現代の専門家はフロイトの学説は時代遅れであるとみなすようになった。しかし、そもそもフロイトの学説は科学及び医学界においては完全に受け入れられたことはなく、これからの研究で一部受け入れられる可能性もある。
アルフレッド・キンゼイは、性行動の最初の大規模調査を行った（キンゼイ報告、1948年男性版発表、1953年女性版発表）。キンゼイの仕事は、成人に焦点を合わせる。だが、同じくキンゼイは子供を研究し、そして、幼年期の自慰の最初の統計報告を発展させた。キンゼイの報告は正確だとは言いがたい（統計標本の偏りのため）ものの、子供の性行動の大規模調査の不足のため、現在もその調査を引用する事は一般的である。

## 子供の性の調査方法
通常、子供の性行動に関する経験的知識は、子供への直接的なインタビューによって集められることはない。これは、倫理的問題への配慮によるものである。そのため、他の方法で調査を行う。例えば、子供に対する性的虐待の調査では、生殖器を持つ人形をしばしば使う。他には、成人による回想、周囲による観察などがある。

## 性的問題行動
個人差があるが、子供は一般に自分自身の肉体及び他人の肉体を知りたがり、そして、様々な性行動を行う。しかしながら、子供の性行動は、成人の性行動と基本的に異なる。性交、成人の性行動の模倣は普通でない。しかし、性的虐待を受けた子供の間では一般的である。
性的虐待の被害者となった子供は、不必要な性行動を発現する。性的特色を付与された行動は、子供が性的虐待を受けたという徴候の一つであるが、いくらかの被害者は異常な態度を示さない。他の問題行動を行っている子供が性的な行動を示す可能性もあり、またアダルト系の雑誌・ビデオに感化されたのではないかと主張されることもある。
性的虐待は心理的に外傷後のストレス（恐怖、侵入的悪夢など）を示す場合が多い。
2004年、カリフォルニアには生後2か月の娘を強姦した父親もいると報じられた。2006年、トルコでは生後17か月の女児をレイプしたとして裁判となった事件があり問題となった。2006年には韓国で生後2か月の娘を性暴行した30歳の会社員もいると報じられた。

## 標準の行動

### 幼児期
この期間の間子供は、生まれてくるときに既に男性と女性で性差となっている生殖器が違う理由や、赤ちゃんがどこから来るかなどを知りたがる。また、子供は好奇心から他の子供の体や成人の体を探究しようとする。また、4歳くらいまでは、子供は何らかのアタッチメントを異性の親に示す。また、プライベートと公の行動との間の差異を認識し始める。男性と女性との性差を確認し、いかにして赤ん坊が生まれるかを認める。
自慰及びオルガスムに関しては1950年代のアルフレッド・キンゼイの報告が有名である。キンゼイによれば子供は5か月の年齢からオルガスムを感じることが可能である。キンゼイは、3歳まで少女が少年より更にしばしば手淫を行うことに気付いた。腟の反応は、成人女性のそれと類似した状態で性的に刺激された少女に同じく観察された。少年は精液を思春期頃に生産し始めるまで、ドライオーガズムをただ経験し得る。いくらかの研究者は、その子供がそれを性的行為と関連付けることを後に学童期になって学ばなかったならば、子供の自慰は性に関するものではないと考えられる可能性もあると考えている。
ただし、ずっと後になっても自慰のやり方を知らないまま過ごす人も少なくない。2000年に発表された日本の「財団法人日本性教育協会：青少年の性行動」の調査によれば、オナニーの体験は大学生の男子で94%、女子で40%となっている。ただ自主回答アンケートでの場合では、羞恥心や自尊心などの主観や価値観に関連して「虚偽を報告する」ことによる誤差も考慮に入れる必要があり、またこの誤差がどの程度のものかは判じがたい問題を含んでいる。

### 小学校思春期前
男子は11歳6か月（小学校高学年）頃、女子は9歳9か月（小学校中学年）頃まで思春期前（男子の男性器・女子の乳房・男女の陰毛何れもタナー段階I）の状態が続く。この時期の子供は、 プライベートゾーンを習得し、性差を更に認識する状態になり、そして同性の友人を選択する傾向がある。さらに、成長するにつれ異性は恋愛している者を除いて非難する傾向がある。また、親密な愛情を同性の親に向ける傾向がある。自慰は一般的であり続ける。
この時期の子供は、いかに植物や動物が繁殖するかを学び、また両親や祖父母を含む全ての人々に生と死がある事を学ぶ。人々が多くの方法で性的快感を経験するということと、性の思考及び想像が正常であるということを感じる。一方で、社会によっては思春期を早く迎えた子供をからかうなどといった現象もみられる。また、諸説あるものの性的指向はこの時期までにはほぼ成立しているようである。

## 性行為

### 通常の性行為の開始
男子は11歳6か月（小学校高学年）頃、女子は9歳9か月頃（小学校中学年）頃から性の正常な性徴が始まり、男子は男性器の発達開始（男性器のタナー段階II）を期に、女子は乳房の発達開始（Thelarche・乳房のタナー段階II前半・乳頭期）を期に思春期に入る。その時期、第二次性徴による男女の体つきの変化や性行為や性犯罪など性の諸相の知識を得始める。
また、いかに妊娠や性感染症などの身体的・精神的悪影響から自分を保護するかという事も学ぶ。また、大部分の場所において、思春期開始の年齢はどんどん低年齢化する傾向がある。医学的には男子で9歳未満、女子で7歳未満で思春期が始まった場合は思春期早発症として、男子で14歳、女子で12歳になっても思春期が始まらない場合は思春期遅発症として治療の対象となる。肥満の子は思春期開始が早くなる傾向である。
染色体異常や性分化疾患、内分泌器系の異常などを持っている人は、正常な性徴ができない場合がある。
日本性教育協会、第2回青少年の性行動調査によると、以下の順序で性的に発達していく。
- 男子　性的関心→異性と親しくなりたい・射精→性的興奮・異性の体に触りたい→マスターベーション→キスしたい→デート→異性に交際を申し込んだ→異性の体に触った→キス→ペッティング→性交
- 女子　月経→異性と親しくなりたい→性的関心→異性に交際を申し込まれる→デート→キスしたい→異性に体を触られる→性的興奮→キス→異性の体に触りたい→マスターベーション・ペッティング→異性の体に触った→性交

性交（セックス）の経験率調査に関しては、様々な調査がある。2005年の全国高等学校PTA連合会の約1万人を対象にした調査では高校3年で男子30%、女子39%であった。2002年の東京都内の高校3年生の生徒約3000人の性調査によれば、高校3年生で男子の37.3%、女子の45.6%がセックスを経験済みと答えている。群馬県のぐんま思春期研究会の2000年の高校3年生約6000人を対象にした調査では男子46.1%、女子42.2%であった。2000年の秋田県性教育委員会の高校3年生の男子197名、女子264名を対象とした調査では男子47%、女子50%と出ている。
なお、このデータは性交を避けた性行為は含まれておらず、これを加えた場合性行為経験者はさらに多くなる。宮台真司は地方都市の青森市のテレクラでハントを試みたが、少女に特別の付加価値が付かなかった事を指摘している。また、女性のほうが男性よりも周囲の人に影響を受けやすい事が分かっている。兵庫県「青少年の性意識と性行動調査報告」によれば、性行動に対する友人の影響が気になったのは、男子の59.7%、女子の65.6%であった。

### 兄弟姉妹との性行為
社会学者デイビッド・フィンケラー（David Finkelhor）による796人の大学生の研究によれば、女性の15%、男性の10%は、何らかの形での兄弟姉妹との近親姦を報告し、その4分の1は虐待的なものであった。10-15%となった調査においては、その40%は8歳より以前に起こったものであった。

## 出産
出産は低年齢でも可能であるが、特に十代前半以下の場合は身体的な危険性もある。十代後半の場合は身体的には危険はないのだが、こういった年代の出産に否定的な論者は文化的に不利益をこうむるのではないかと主張している。
まれに初潮が早い女児もおり、リナ・メディナは4歳で妊娠をし1939年に5歳7か月21日で出産した。中国では1910年に9歳の父親と8歳の母親の家族が誕生した。

## 法律
いくらかの国において、子供を巻き込む性的関係は、たとえ合意があっても法律によって禁止される。もっとも、明確に性的関係を持っていても年齢が近い場合は許されるとする場合もある。年齢だけで強姦として処罰することが出来なくなる年齢を、性的同意年齢という。

## 幼児・小学生による性犯罪
本項目には事件は記載されないが、13歳未満の性犯罪のピークは記録が残っている上では1960年代前半である。強姦は1961年 (118人) 、強制猥褻は1962年 (344人) が最高である。平成に入る頃一時極端に少なくなったのだが、近年は少し多くなっている。

### 例
| 発生日         | 場所           | 加害者                | 被害者            | 被害詳細         | 備考・参照記事 |
| -------------- | -------------- | --------------------- | ----------------- | ---------------- | -------------- |
| 1969年9月1日   | 静岡県         | 小学校6年生の男子2人  | 小学校6年生の女子 | レイプ未遂       | [ 12 ]         |
| 1971年7月      | 神奈川県       | 小学校6年生の男子2人  | 6歳の女子         | 強制わいせつ     | [ 12 ]         |
| 1972年9月      | 愛知県         | 小学校4年生の男子     | 19歳の女性        | 強制わいせつ     | [ 12 ]         |
| 1977年1月13日  | 福島県須賀川市 | 小学校6年生の男子     | 小学校2年生の女子 | レイプ殺人       | [ 13 ]         |
| 1979年10月27日 | 岡山県倉敷市   | 小学校6年生の男子     | 6歳の女子         | 強制わいせつ殺人 | [ 13 ]         |
| 1979年11月     | 岩手県         | 小学校6年生の男子12人 | 小学校6年生の女子 | 強制わいせつ     | [ 12 ]         |
| 1980年2月2日   | 栃木県大田原市 | 小学校1年生の男子     | 3歳の女子         | 強制わいせつ殺人 | [ 12 ]         |
| 2004年6月      | 埼玉県上尾市   | 小学校6年生の男子     | 小学校1年生の女子 | 強制わいせつ     |                |
| 2006年11月     | 兵庫県尼崎市   | 小学校4年生の男子     | 小学校4年生の女子 | 性的暴行         |                |
| 2017年12月     | 不明           | 6歳の男子             | 6歳の女子         | 性器周辺を触る   | [ 11 ]         |